# Памятник литовцам — жертвам политических репрессий
Памятник литовцам — жертвам политических репрессий 1941—1956 годов — памятник в городе Якутске, посвящённый депортации из Литовской ССР.

## Значение памятника
В сороковые годы XX века в Якутию были сосланы многие граждане прибалтийских республик, в том числе жители Литвы. Среди сосланных была и Регина Антоновна, девочка в юном возрасте. Её вместе с чурапчинцами погрузили на баржу и оставили на острове Быков Мыс Булунского района. В ужасных и трудных условиях Арктики пришлось добывать рыбу для фронта, голодать, замерзать, умирать от цинги. Сосланным людям пришлось привыкать к суровым северным условиям быта.
Депортация 1941 года была проведена в ускоренном режиме, людям давали 30 минут на сборы. Более трёхсот тысяч граждан Литвы были отправлены на Север, часть из них погибли от голода и болезней. Якутия для выживших стала второй родиной. Якутян-литовцев пополнили ряды известных, уважаемых людей — заслуженных геологов, врачей, артистов, внесших свой вклад в развитие республики.

## История памятника
У ветерана труда, председателя Общественной организации Литовской общины «Гинтарас» Трофименко Регине Антоновне мечта соорудить памятник литовцам в столице Республики Саха возникла ещё в середине девяностых годов. В то время было создана община «Гинтарас», в переводе на русский означающая «янтарь». Памятник был изготовлен в Литве и доставлен в Якутск. На мраморной плите выполнены слова на русском и литовском языках. 23 июня 2011 года состоялось открытие памятника литовцам и жителям Литвы — жертвам политических репрессий 1941—1956 годов. По благословении епископа Кирилла Климовича памятник был размещён на территории костёла. Почтить память репрессированных пришли потомки ссыльных, представители национальных общин Республики Саха (Якутия), журналисты и простые горожане. Церемония началась с поминального колокольного звона.